# Marmeleira (Mortágua)
Marmeleira is een plaats (freguesia) in de Portugese gemeente Mortágua en telt 533 inwoners (2001).